# Bosque seco ecuatoriano
El bosque seco ecuatoriano es una ecorregión del bosque seco tropical que se localiza al oeste; a lo largo de la costa del Pacífico hacia el sur de la Provincia de Esmeraldas en el norte de Ecuador hasta la Provincia del Guayas, terminando en el Golfo de Guayaquil. El bosque seco se encuentra bordeado por bosques húmedos lo que provoca una discontinuidad en las formaciones de hábitat de bosque seco como se pueden observar en el Caribe y Brasil, pero por otro lado se encuentra conectado en cuanto a la flora con el noroeste de Perú; debido a estos factores esta ecorregión presenta un alto nivel de endemismo.
Esta ecorregión está incluida en la lista Global 200 y su código científico es NT0214.

## Biodiversidad
La flora y fauna de los bosques caducos se han tenido que adaptarse a las condiciones extremas de temperatura y sequedad, en comparación con los bosques húmedos tropicales, los bosques secos tienen una baja biodiversidad peñro presentan un alto nivel de endemismo local y regional, según el Fondo Mundial para la Naturaleza (WWF) en esta ecorregión se han clasificado alrededor de 180 especies de árboles de los cuales el 19% de la vegetación de la región es endémica del occidente de Ecuador.

### Flora y fauna

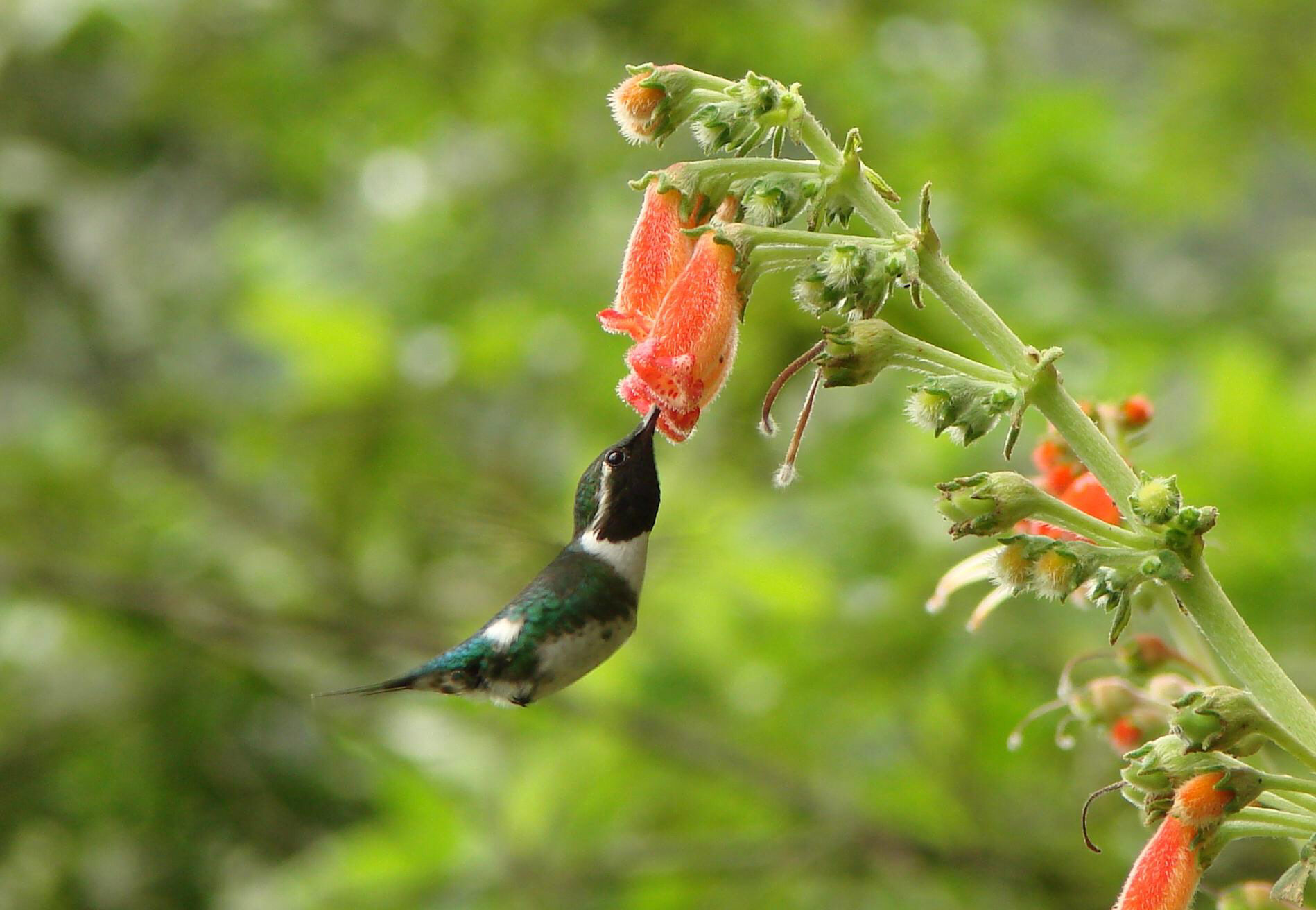
Estrellita Esmeraldeña (Chaetocercus berlepschi) en Ayampe, Provincia de Manabí.

En los remanentes de bosque se pueden encontrar primates como el mono aullador (Alouatta palliata) y el mono capuchino de frente blanca (Cebus albifrons) que se encuentra en peligro crítico de extinción, así como depredadores el jaguar (Panthera onca), el ocelote (Leopardus pardalis) y tigrillo (L. wiedii), las especies pueden ser comunes en algunas localidades tales como el pecarí de labio blanco (Tayassu pecari), Odocoileus virginianus, corzuelas (Mazama americana), pacas (Agouti paca) y el aguatí (Dasyprocta punctata). El 30% de las aves de la zona de Tumbes hace que este endemismo participativo algo característico de la ecorregión; más de 77 especies de aves tiene su baluarte en Ecuador ejemplos de ellos: Atlapetes pallidiceps, Crypturellus transfasciatus, Ara ambiguus, Lathrotriccus griseipectus, Pyrrhura orcesi, Hemispingus piurae, Psittacara erythrogenys, Grallaria watkinsi, Syndactyla ruficollis, Pseudastur occidentalis entre otras. 
La vegetación se caracteriza por ser caduca o semicaduca, algunas especies de árboles pueden alcanzar los 20 m  de altura con presencia de bromelias, musgos u otras especies epífitas, bajo el dosel arbóreo existen arbustos espinosos, cactáceas y el sotobosque se encuentra formado por familias principalmente de Acanthaceae y Polypodiopsidae; por ejemplos algunas especies que se pueden encontrar son: Ceiba trichistandra, Prosopis juliflora, Eriotheca ruizii, Macranthisiphon longiflorus, Capparis angulata, Monvillea diffusa, Opuntia sp, especies maderables como el guayacán (Handroanthus chrysanthus), el laurel (Cordia allidora), el cedro (Cedrela sp), el ébano (Ziziphus thyrsiflora), el madero negro (Tabebuia billbergii) y colorado (Simira ecuadorensis).

## Estado
El Fondo Mundial para la Naturaleza otorga a la ecorregión el estado de "Crítica / En peligro de extinción". La ecorregión muestra el impacto de la ocupación humana durante varios siglos, principalmente en la zona de transición y a lo largo de los cursos de agua. El crecimiento de la agricultura en el oeste de Ecuador ha destruido el 99% del bosque seco original. El bosque actual consiste principalmente en remanentes de crecimiento secundario esparcidos por toda la región.

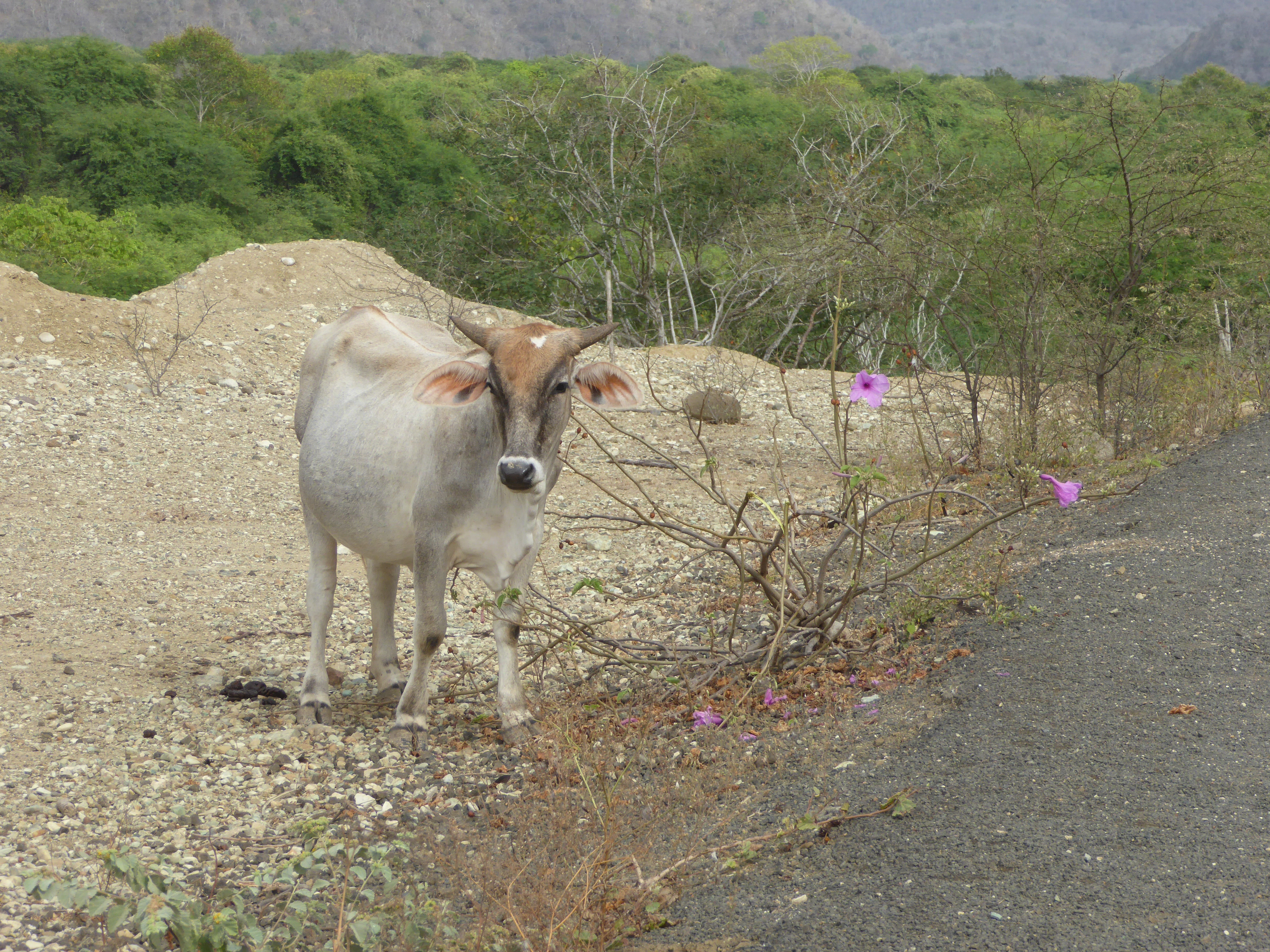
Vaca en la comuna de Agua Blanca dentro del parque nacional Machalilla, ejemplo de amenaza a la biodiversidad.

Los bosques ecuatorianos occidentales, incluidos los bosques secos ecuatorianos, tienen uno de los mayores riesgos en el mundo de extinción biológica debido a actividades humanas como la deforestación. Las principales amenazas provienen de la deforestación, incluida la eliminación selectiva de especies valiosas de árboles, la tala y quema para despejar y para la agricultura, la plantación de cultivos en laderas inestables y el pastoreo excesivo.
La mayoría de los vertebrados de la ecorregión, muchos de los cuales son endémicos, enfrentan grandes riesgos de extinción.

## Conservación

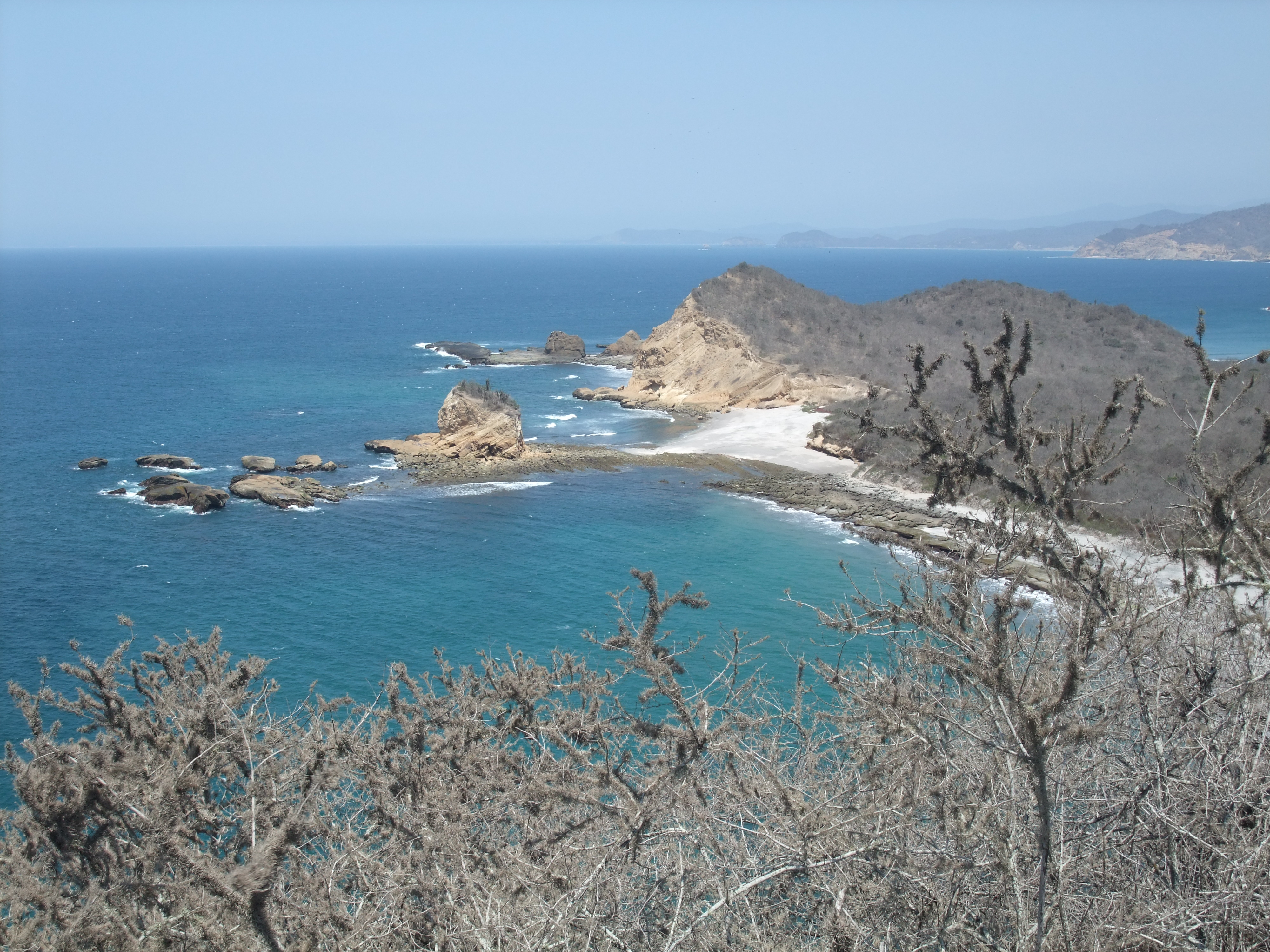
Playa los Frailes en el parque nacional Machalilla

Las unidades de conservación que protegen partes del bosque incluyen el parque nacional Machalilla, el Bosque Protector Cerro Blanco, el Bosque Protector Molleturo y la Reserva Militar Arenillas. La Reserva de Bosque Seco Lalo Loor de propiedad privada de 200 hectáreas (490 acres) en la provincia de Manabí se encuentra en la transición de los bosques del norte muy húmedos y los bosques del sur muy secos, y tiene una flora muy diversa. En 2017 se estaba desarrollando para el ecoturismo.
El parque nacional Machalilla es la principal unidad de conservación en el oeste de Ecuador y protege los remanentes de bosques secos y húmedos con muchas plantas y animales endémicos. Se han encontrado 234 especies de aves en el parque y 81 especies de mamíferos, incluido el endémico murciélago frugívoro fraterno (Artibeus fraterculus). Sin embargo, los limitados esfuerzos de conservación no han sido efectivos. Los hábitats restantes están aislados y deben estar conectados por corredores para apoyar a las poblaciones viables. Se necesitan nuevas unidades de conservación para proteger todas las especies de aves vulnerables.